# Чад Кругър
Чад Кругър (на английски: Chad Kroeger) е канадски музикант, продуцент, композитор, вокалист и китарист на групата Никълбек (Nickelback). Истинското му име е Чад Робърт Търтън.
Написал е повече от 150 песни за колеги музиканти, като има и доста участия като гост музикант за други групи.
Чад Кругър е роден на 15 ноември 1974 в Хана, Албърта. Произхожда от религиозно семейство с немски произход. Дядо му по майчина линия Хенри Крьогер (родом от Москва) е политик на местно ниво в Хана. Бащата на Чад напуска семейството, когато Чад е само на 2 годинки и като пораства детето приема името на майка си – Кругър. Научава се да свири на китара на 13 години.
Чад Кругър е женен за Аврил Лавин от 2013 до 2015 г.

## Никълбек
През 90-те години на 20 век Чад, заедно с брат си Майк Кругър, братовчед им Брандън Кругър и Райън Пийки, формират гръндж кавър рокгрупата „Селски идиот“ (Village Idiot). През 1995 към тях се присъединява и барабанистът Даниъл Адир и я преименуват на Никълбек. Името на групата идва от името на 5-центовата монета nickel, която Чад често връщал като ресто, докато работил в Старбъкс, с думите „Nickel back“.
През 2003 Чад Кругър печели втора международна награда на SOCAN (Канадската асоциация на композитори, автори и разпространители на музика) за песента „Герой“.
През 2007 той работи със Сантана като пише вокалите на песен, която по-късно е включена в албума с компилации „Абсолютен Сантана“. Чад работи заедно с групата „Доутри“ като тяхната песен „Няма изненада“ участва в Америкън Айдъл.
През 2012 Аврил Лавин избира Чад и неговото собствено студио за издаване на петия си албум. Двамата започват романтична връзка и се сгодяват няколко месеца по-късно. Сватбата е пищна церемония, която се състои една година по-късно на 1 юли 2013 в Южна Франция. Меденият месец прекарват в Портофино, на италианската Ривиера. През септември 2014 медиите съобщават, че двойката са разделя и една година по-късно Аврил Лавин съобщава в нейния Инстаграм, че разводът вече е в сила. През 2013 когато са все още съпрузи, двамата издават сингъла „Пусни ме“ (Let me go) и след развода остават добри приятели.
През 2015 Кругър е приет в болница за отстраняване на киста от ларинкса и по тази причина европейското и част от американското му турне не се състоят.
Чад Крюгър е не само фронтмен на една от най-успешните канадски групи, но има и различни идеи как да я развива успешно от ранна възраст. Това е забелязано от Род Бърман (като представител на Родрънър – подразделение на Уорнър), който е силно впечатлен от първия им албум „Curb“ от 1996 г. Самият Чад в интервю казва, че е изучавал дълго време какви музикални елементи и структури са били използвани в написването на всеки световен хит. Според някой той е гений, който е способен да доставя точно това, което феновете му искат; според други Никълбек нямат нито една хубава песен.